# Kallikratia
Kallikratia (griechisch Καλλικράτεια, (f. sg.); offizielle Bezeichnung Dimotiki Enotita Kallikratias, Δημοτική Ενότητα Καλλικράτειας, alternative Transkription Kallikrateia) ist ein Gemeindebezirk der Gemeinde Nea Propondida im Westen der Halbinsel Chalkidiki in der griechischen Region Zentralmakedonien. Er entstand 1997 als selbständige Gemeinde im Rahmen des Kapodistrias-Programms durch Zusammenlegung der bis dahin eigenständigen Gemeinden Nea Kallikratia, Nea Silata, Lakkoma und Agios Pavlos. Der Verwaltungssitz war deren größte Ortschaft Nea Kallikratia, von der sich auch der Name der Gemeinde ableitet. Mit der Umsetzung der Verwaltungsreform 2010 erfolgte die Fusion von Kallikratia mit Moudania und Triglia zur neuen Gemeinde Nea Propondida.
Kallikratia liegt im Westen der Präfektur Chalkidiki in der während der Antike als Bottike bezeichneten Region.
Wirtschaftliches Standbein von Kallikratia ist neben der Landwirtschaft und dem Tourismus vor allem der Weinbau: die Firma Tsantali hat ihren Sitz nebst Anbauflächen und Kelterei in der Ortschaft Agios Pavlos.
Zu den Ortschaften und Siedlungen Kallikratias siehe Nea Propondida#Gemeindegliederung.

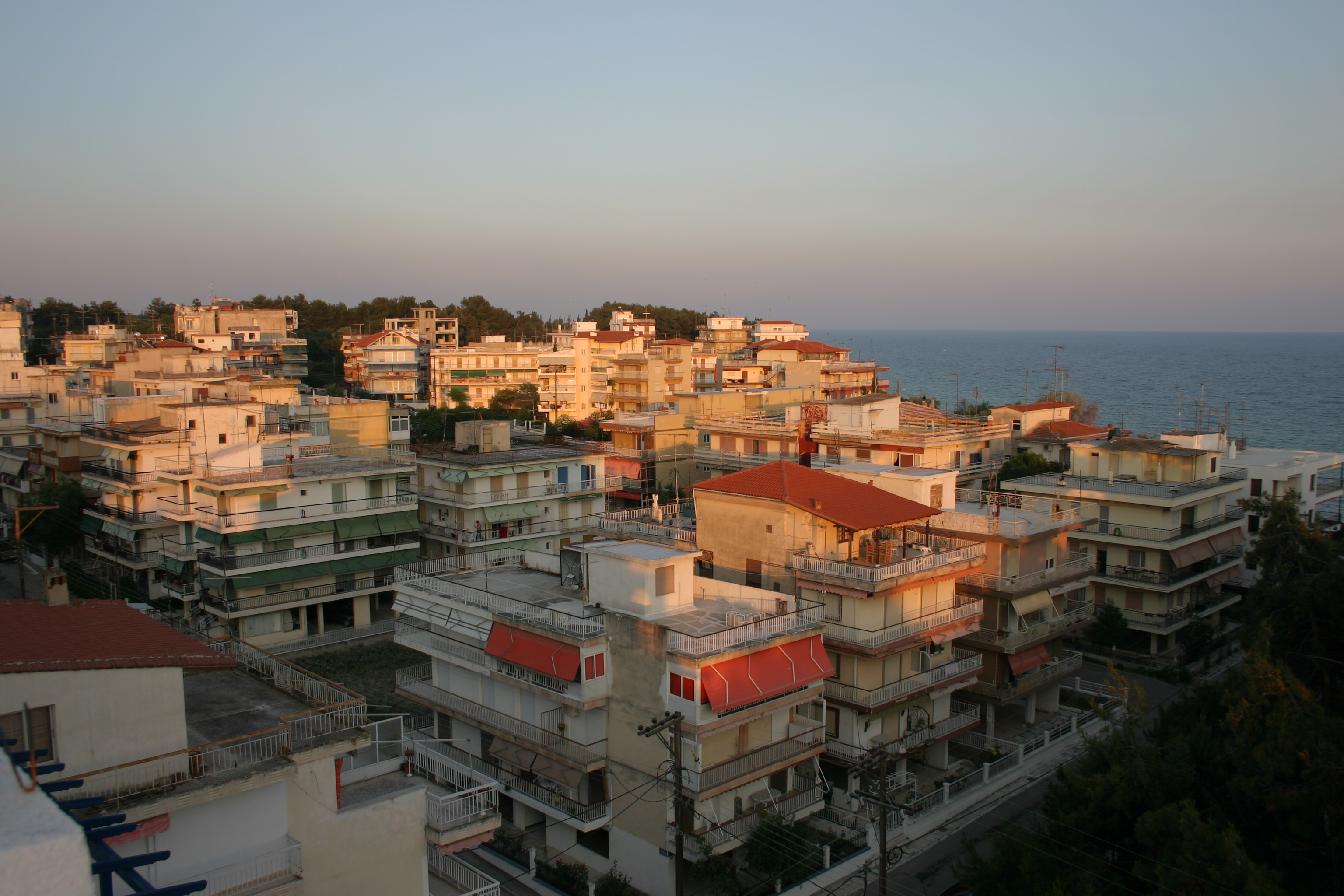
Blick auf die Stadt Nea Kallikratia.

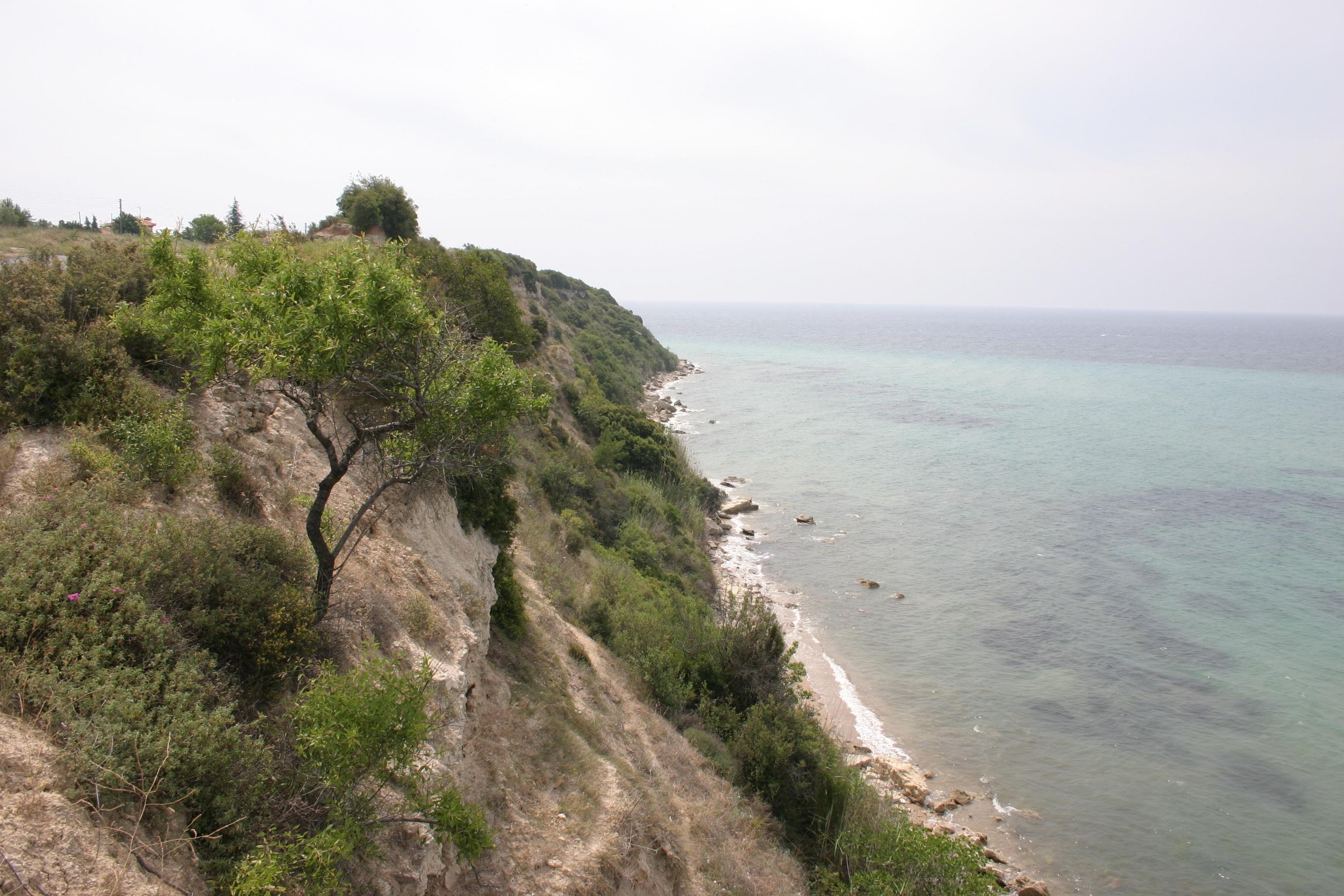
Küstenlinie des Thermaischen Golfs in der Gemeinde Kallikratia.